# Denise Robins
Pour les articles homonymes, voir Robins.
Denise Naomi Klein (n. 1er février 1897 à Berkshire, en Angleterre - m. 1er mai 1985 à Yorkshire, en Angleterre) était une romancière britannique spécialisée dans les romans d'amour. Elle a signé certains de ses livres avec son nom marital, Denise Robins et elle utilise également les pseudonymes Denise Chesterton, Hervey Hamilton, Francesca Wright, Ashley French, Harriet Gray et Julia Kane.
Elle était la fille de Kathleen Clarice Groom (en), et la mère de Patricia Robins (en), les deux écrivains.

### Sous le nom Denise Robins
- Cœur de Paris
- Coup de foudre
- La Dame du clair de lune
- Douce Clarisse
- Entre ciel et enfer
- Les Fantômes du lac amer
- Perfide Candida
- Pour l'amour de Canada
- Retour à Candella
- Sa raison de vivre
- Le Scarabée bleu
- Veronica (1947)